# Бубнов, Василий Иванович
Василий Иванович Бубнов (2 апреля 1933, Воронежская область — 23 июля 2016) — советский передовик производства, бригадир проходчиков шахты Западно-Донбасская № 16/17 комбината «Днепрошахтострой», лауреат Государственной премии СССР.

## Биография
Родился 2 апреля 1933 года на территории нынешней Воронежской области.
Работал в колхозе, служил на Черноморском флоте. После увольнения в запас стал шахтёром.
Член КПСС с 1966 года. 
С 1963 года — бригадир проходчиков ШСУ-3 комбината «Днепршахтострой». В 1964 году внёс предложения по улучшению работы проходческих комбайнов, увеличившие их производительность на 20—30 %.
В декабре 1984 года бригада Бубнова в честь 50-летия стахановского движения установила отраслевой рекорд проходки. При прохождении магистрального вентиляционного штрека на шахте «Западно-Донбасская» с сечением в свету 13 квадратных метров, с уклоном вниз 5 градусов показатель составил по официальным данным 707 погонных метров, а фактически — 736.
Делегат XXIV съезда КПСС (1971). Депутат Верховного Совета Украинской ССР 10—11-го созывов.
Умер 23 июля 2016 года.

## Награды
- дважды орден Ленина;
- орден Октябрьской Революции;
- золотая медаль ВДНХ;
- знак «Шахтёрская слава» 1—3-й степеней;
- золотая медаль ВДНХ;
- знак «Шахтёрская доблесть» 1—3-й степеней;
- Государственная премия СССР (1975) — за высокоэффективное промышленное освоение угольного месторождения Западного Донбасса со сложными горно-геологическими условиями;
- Заслуженный шахтёр Украины;
- Почётный гражданин города Павлоград.